# Väike-Rahula
Koordinaten: 58° 33′ N, 23° 0′ O
Väike-Rahula (deutsch Klein-Rahhil) ist ein Dorf (estnisch küla) auf der größten estnischen Insel Saaremaa. Es gehört zur Landgemeinde Saaremaa (bis 2017: Landgemeinde Orissaare) im Kreis Saare.
Das Dorf hat 40 Einwohner (Stand 31. Dezember 2011). Es liegt 44 Kilometer nordöstlich der Inselhauptstadt Kuressaare.